# Cromemco Z-2

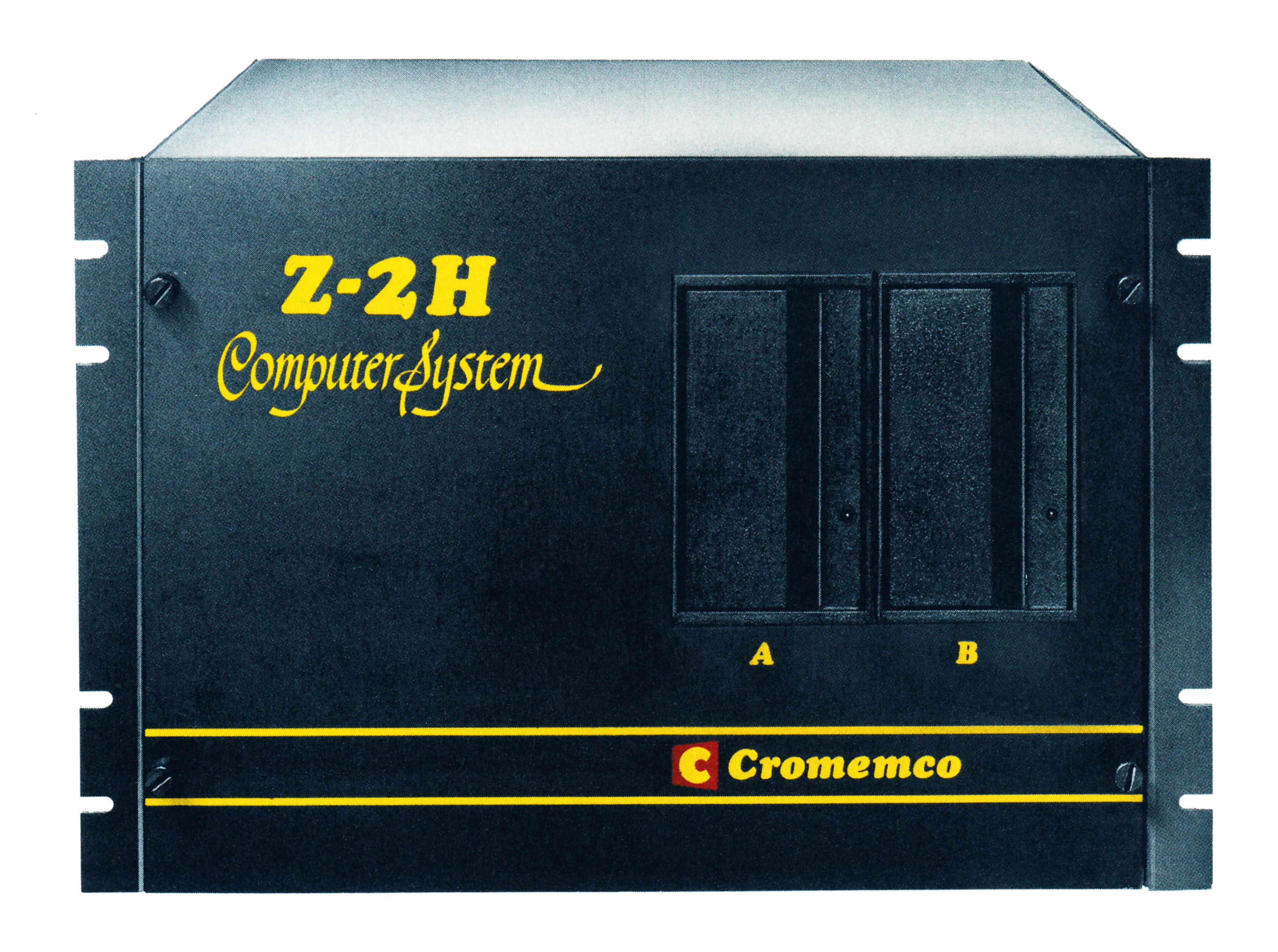
El Cromemco Z-2H tenía dos discos flexibles y un disco duro interno de 11 megabytes

El Cromemco Z-2 era un microcomputador basado en el bus S-100 e introducido en 1977. Fue el segundo microcomputador lanzado por Cromemco después del Cromemco Z-1.
El microcomputador Z-2 era el primero de una familia de productos basados en el chasis del Z-2. Otros microcomputadores en esta familia eran el Cromemco Z-2D (con discos flexibles), el Cromemco Z-2H (con disco duro), y el CS-250 (una versión muy avanzada fabricada para La Fuerza Aérea de los Estados Unidos.)

## Historia

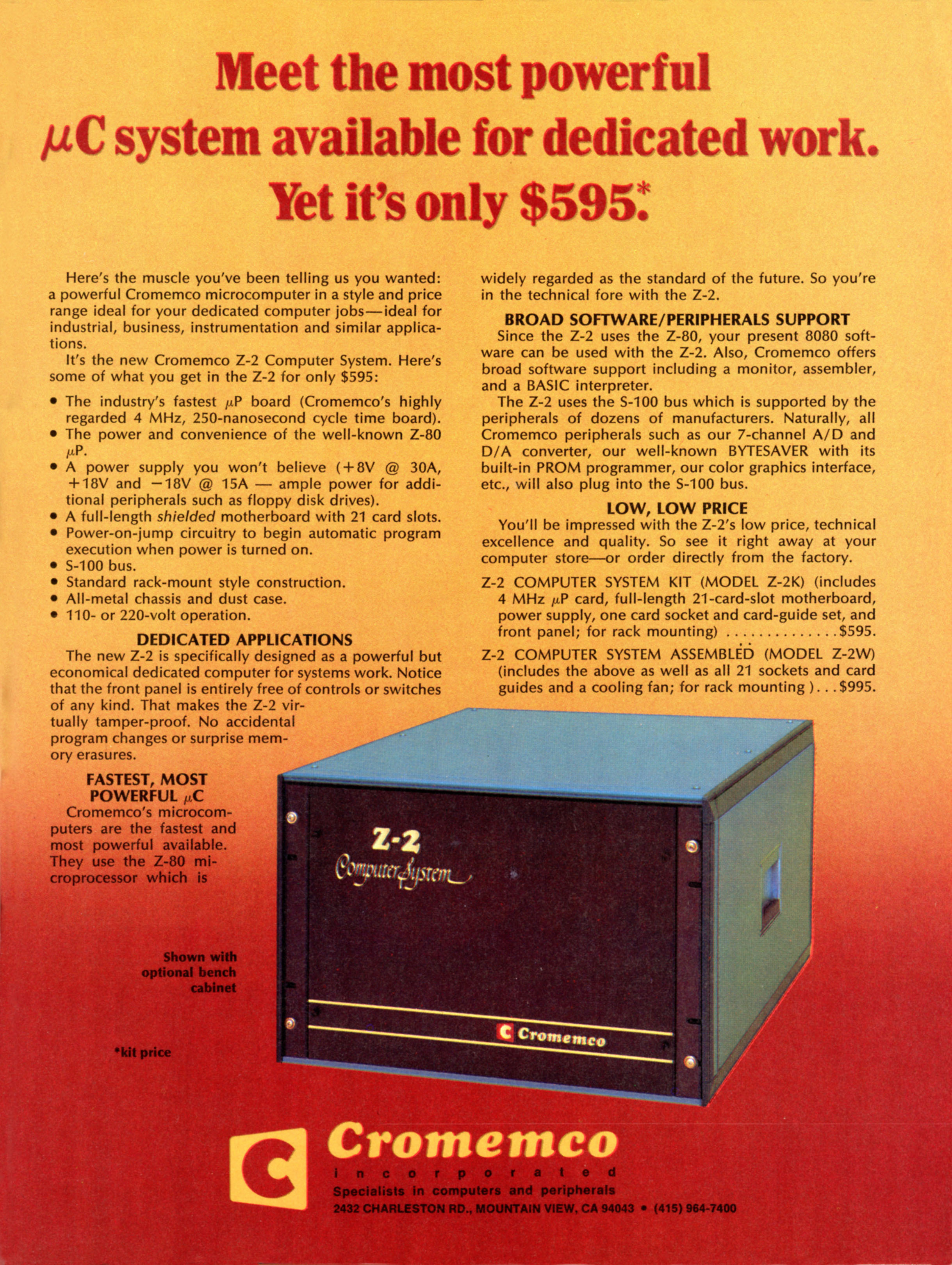
Anuncio del Cromemco Z-2 de 1977

A principios de 1977 todos los microcomputadores, como el Altair 8800 y el Cromemco Z-1, tenían  un panel frontal con luces indicadoras y controles para operar el computador.  El Dr. Roger Melen, cofundador de Cromemco,  se dio cuenta de que los computadores del futuro no necesitarían un panel frontal tan complicado; en cambio los computadores serían operados desde una terminal remota. Por eso el Dr. Melen diseñó un computador sin luces ni controles en el panel frontal. Eso fue el microcomputador Cromemco Z-2, lanzado en la edición de marzo de 1977 de la revista Byte.

## Especificaciones y evolución

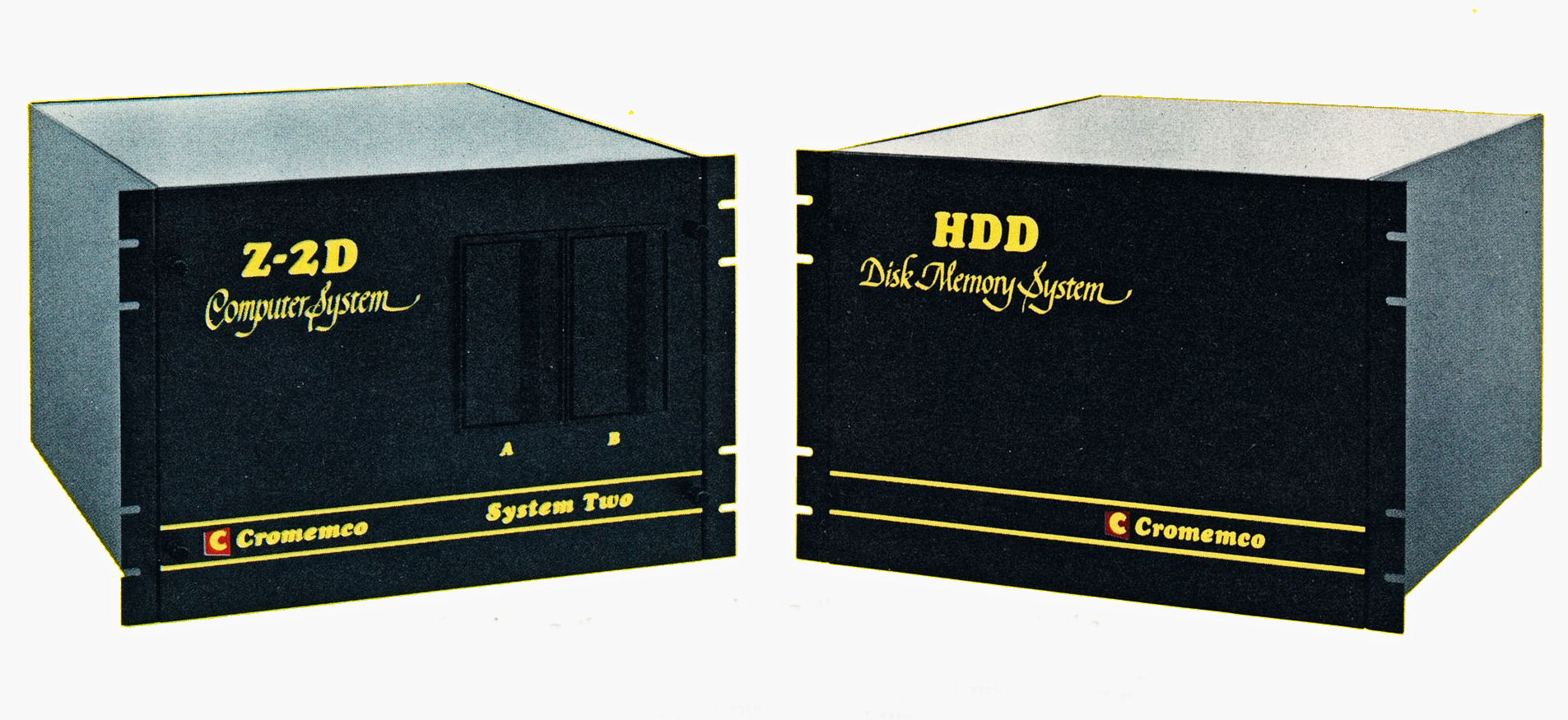
El microcomputador Cromemco Z-2D con el Sistema Disco Duro HDD

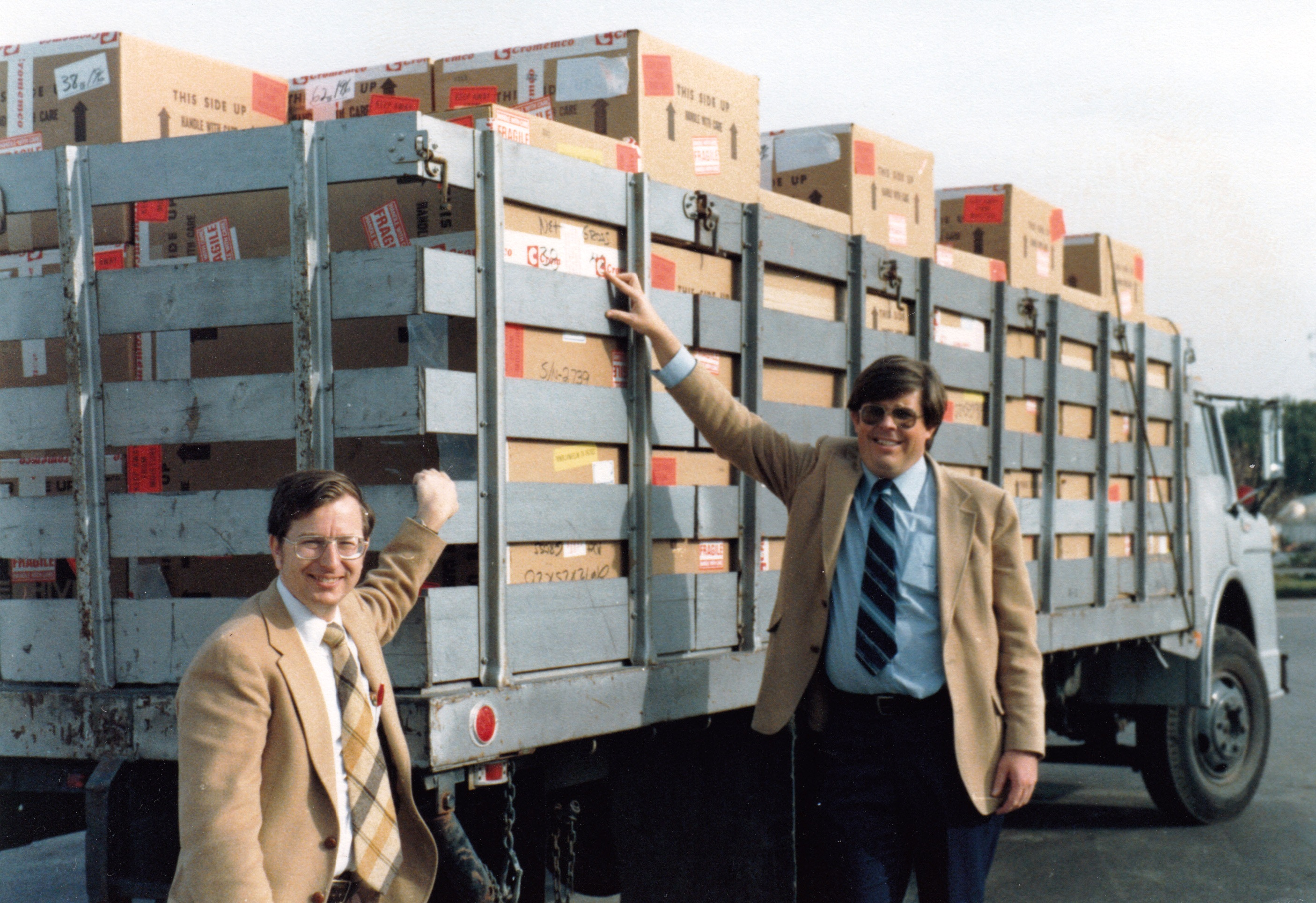
Los fundadores de Cromemco, el Dr. Harry Garland y el Dr. Roger Melen, con un envío de computadores Z-2 con destino a China en 1980

El computador Z-2 fue diseñado para ser montado en un bastidor de 19 pulgadas. Tenía una placa madre de bus S-100 de 21 ranuras. La unidad central de procesamiento era el Cromemco ZPU que usó el microprocesador Zilog Z80. El Z-2 logró una reputación como una máquina muy robusta y fiable.
Con el avance de la tecnología el computador Z-2 también avanzó. En 1978 Cromemco lanzó el microcomputador Z-2D con discos flexibles de 5 ¼ pulgadas. En 1979 Cromemco introdujo el microcomputador Z-2H con discos flexibles de 5 ¼ pulgadas, como el Z-2D, y también con un disco duro interno de 11 MB. En la historia de los computadores el Cromemco Z-2H fue el primero con un disco duro interno. En 1979 Cromemco también lanzó un disco duro externo (el Cromemco HDD) con dos discos duros de capacidad 11 MB cada uno. En 1983, el Z-2H evolucionó al CS-2H con un disco duro interno de 20 MB.
En 1982 Cromemco lanzó el DPU, una nueva unidad central de procesamiento para la familia de microcomputadores Z-2 para reemplazar el ZPU. El DPU tenía dos microprocesadores, el Zilog Z80 y el Motorola 6800. En 1984 el DPU fue reemplazado por el XPU que también tenía  dos microprocesadores, el Zilog Z80 y el Motorola 68010. En 1986 el XPU fue reemplazado por el XXU que utilizaba el microprocesador Motorola 68020 con el coprocesador Motorola 68881.
| Placa de procesamiento | Año de introducción | Microprocesador     | Señal de reloj |
| ---------------------- | ------------------- | ------------------- | -------------- |
| ZPU                    | 1976                | Z80A                | 2 MHz/4 MHz    |
| DPU                    | 1982                | Z80A/MC68000        | 4 MHz/8 MHz    |
| XPU                    | 1984                | Z80B/MC68010        | 5 Mz/10 MHz    |
| XXU                    | 1986                | MC68020 con MC68881 | 16.7 MHz       |

## Instalaciones destacadas

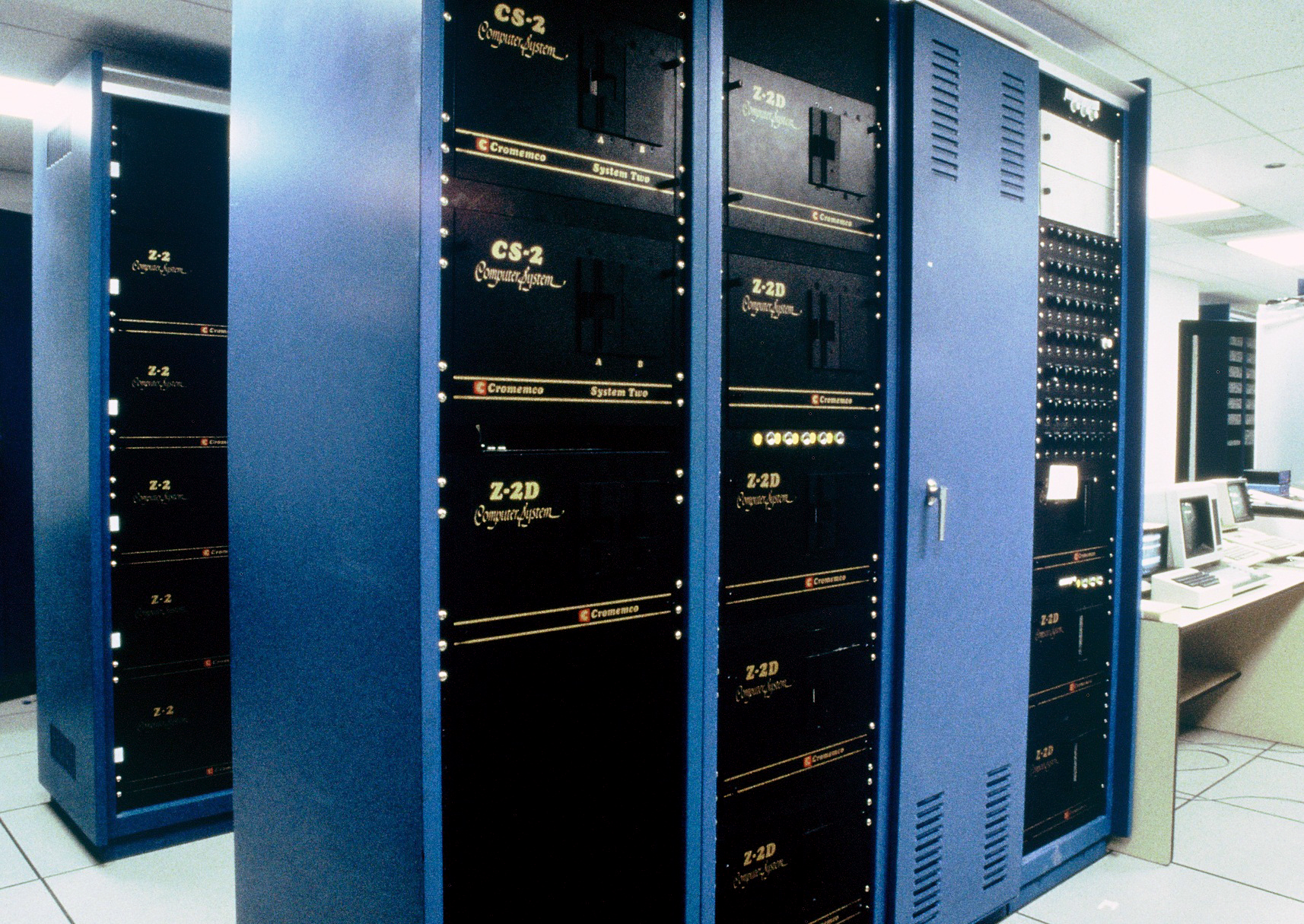
Bastidores de computadores Cromemco Z-2 en el Chicago Mercantile Exchange en 1984

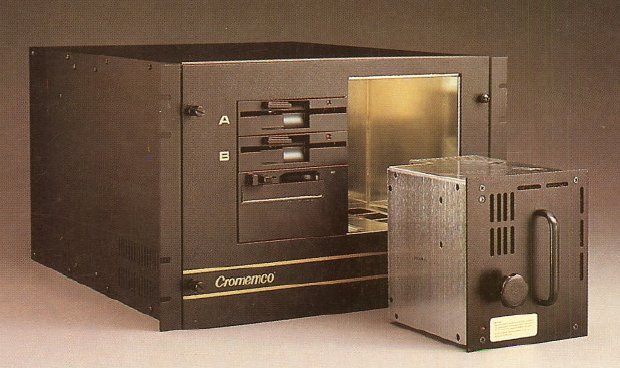
El Cromemco CS-250, el sistema más avanzado de la familia Z-2, tenía un disco duro removible de 760 MB

El Chicago Mercantile Exchange utilizó bastidores de computadores Cromemco Z-2 para recoger y procesar todas las transacciones de la bolsa desde 1982 hasta 1992. CME es la bolsa más grande del mundo en el intercambio de opciones financieras y contratos de futuros.
Cromemco fue representado en Medellín, Colombia por Control Sistematizado S.A., fundado en 1980 con el objetivo de "incorporar tecnologías de punta a procesos industriales existentes, mejorando la productividad y la calidad." Juan Henao, Álvaro Pérez y Jaime Blandon de Control Sistematizado desarrollaron los primeros sistemas de control industrial en Colombia basados en los microcomputadores Cromemco Z-2. Los microcomputadores Cromemco fueron usados para implementar soluciones de control eficaces en la industria textil y otras industrias.
Investrónica  era una compañía española fundada en 1980 que utilizó  sistemas de Cromemco  para el diseño asistido por computadora y la fabricación asistida por computadora (CAD/CAM). Investrónica vendió estos sistemas para las industrias de la confección, tapicería, automóvil, y aeronáutica en España.
Como resultado de un estudio por Bunker-Ramo en 1981 Cromemco se convirtió en el proveedor principal de microcomputadores para la Fuerza Aérea de los Estados Unidos. En 1986 Cromemco desarrolló una versión del microcomputador Z-2 muy avanzada, llamada el CS-250, para la Fuerza Aérea de los Estados Unidos utilizando la unidad central de procesamiento Cromemco XXU. Para cumplir con los requisitos de La Fuerza Aérea, el CS-250 tenía dos discos flexibles, una unidad de cinta de 60 MB,  y un disco duro removible de 760 MB.  
Estos sistemas fueron desplegados a través el mundo para planear misiones de la Fuerza Aérea de los Estados Unidos.

## Legado

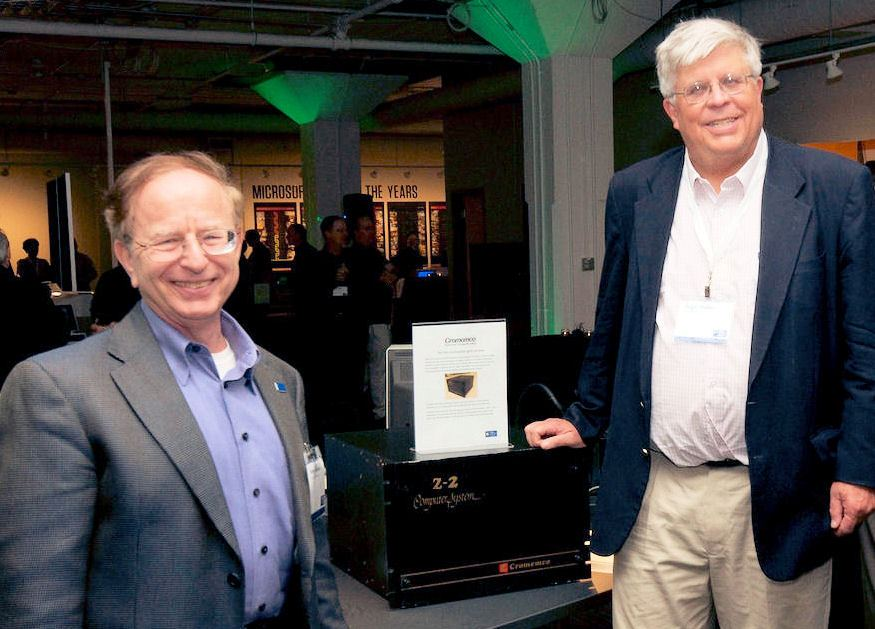
Los fundadores de Cromemco, el Dr. Harry Garland y el Dr. Roger Melen, con el Cromemco Z-2 exhibido en el Living Computer Museum en 2013 (Seattle, Washington, EE. UU.)

El autor Stan Veit escribió en 1993: 

Decenas de miles de estas computadoras Z-2 se utilizaron para aplicaciones dedicadas. Todavía se pueden encontrar en laboratorios y fábricas de todo el mundo, trabajando día tras día, año tras año. Dudo que alguna otra computadora haya logrado el récord del Z-2, y dudo que alguna lo haga alguna vez.